# کریتیو اسمبلی سوفیا
کریتیو اسمبلی سوفیا (انگلیسی: Creative Assembly Sofia) یک شرکت بازی‌های ویدئویی بلغارستانی است که در سال ۲۰۰۱ تأسیس شد.